# Gouvernement Natapei III
Natapei II Vohor III
Le troisième gouvernement Natapei est le conseil des ministres du Vanuatu de novembre 2003 à juillet 2004.

## Histoire
Edward Natapei, chef du Vanua'aku Pati, est au pouvoir depuis avril 2001, à la tête d'un gouvernement de coalition avec l'Union des partis modérés (UPM) de Serge Vohor. En novembre 2003, soupçonnant l'UPM de comploter avec l'opposition pour former une majorité alternative, il choisit de tenter de consolider sa majorité parlementaire en écartant l'UPM du gouvernement et en y faisant entrer d'autres partis.
Ses nouveaux partenaires de coalition exigent bientôt des portefeuilles ministériels supplémentaires pour prix de leur soutien. Le Premier ministre Natapei cède à cette pression en février 2004. Ce faisant, il mécontente plusieurs cadres de son propre parti. Son ministre de l'Éducation Donald Kalpokas démissionne, suivi du ministre des Finances Sela Molisa. En butte à l'hostilité de la « vieille garde » du parti, Edward Natapei convoque finalement des élections législatives anticipées pour juillet 2004, et les perd.

## Composition

### Initiale
La composition du gouvernement est la suivante :
| Poste                                                                      | Titulaire | Titulaire       | Parti               |
| -------------------------------------------------------------------------- | --------- | --------------- | ------------------- |
| Premier ministre                                                           |           | Edward Natapei  | VP                  |
| Vice-Premier ministre Ministre des Infrastructures et des Services publics |           | Ham Lini        | PNU                 |
| Ministre des Affaires étrangères                                           |           | Moana Carcasses | Confédération verte |
| Ministre des Finances                                                      |           | Sela Molisa     | VP                  |
| Ministre de l'Éducation                                                    |           | Donald Kalpokas | VP                  |
| Ministre de la Santé                                                       |           | James Bule      | PNU                 |
| Ministre du Développement des entreprises autochtones                      |           | Nicholas Brown  | VP                  |
| Ministre des Affaires foncières et des Mines                               |           | Jacklyn Reuben  | VP                  |
| Ministre de l'Agriculture, de la Sylviculture et des Pêcheries             |           | Sato Kilman     | PPP                 |
| Ministre de l'Intérieur                                                    |           | Joe Natuman     | VP                  |
| Ministre du Programme de réforme en profondeur                             |           | Philip Boedoro  | VP                  |
| Ministre des Industries et du Commerce                                     |           | Willie Jimmy    | PNU                 |
| Ministre de la Formation et du Développement de la jeunesse                |           | Morkin Stephen  | PNU                 |

### Changements ultérieurs
Pour éviter la défection de ses alliés, le 19 février 2004, le Premier ministre nomme Maxime Carlot (chef du Parti républicain) ministre de l'Agriculture, ministère que doit donc céder Sato Kilman, l'unique ministre du PPP. Dans le même temps, Edward Natapei remplace son ministre de l'Intérieur Joe Natuman (VP) par George Wells (VP), et son ministre des Affaires foncières Jacklyn Reuben (VP) par John Morsen Willie (VP). Le ministre de l'Éducation Donald Kalpokas démissionne le lendemain pour protester, et le ministre des Finances Sela Molisa démissionne le 8 mars pour la même raison, ce qui entraîne à terme la tenue d'élections anticipées en juillet.
Le 9 mars, à la suite de ces défections, Edward Natapei fait de Jimmy Niklan son ministre des Finances, et fait entrer également Sam Dan au gouvernement comme ministre des Entreprises autochtones à la place de Nicholas Brown, qui devient le ministre de l'Éducation.